# Taniec sportowy na World Games 2013
Zawody tańca sportowego podczas World Games 2013 odbyły się w dniach 27 - 28 lipca w Cali, w Kolumbii.

## Uczestnicy
| - Australia - Austria - Bułgaria - Chile - Czechy - Ekwador - Francja - Hiszpania - Izrael - Japonia | - Kanada - Kazachstan - Kolumbia - Korea Południowa - Litwa - Łotwa - Meksyk - Mołdawia - Niemcy - Polska | - Portugalia - Rosja - Słowacja - Szwajcaria - Stany Zjednoczone - Trynidad i Tobago - Ukraina - Węgry - Włochy |

## Medaliści
| Konkurencja                 | Złoto                                                    | Srebro                                   | Brąz                                      |
| Konkurs tańca latynoskiego  | Gabriele Pasquale Goffredo Anna Matus                    | Timur Imamietdinow Jekaterina Nikołajewa | Elena Salikhova Charles-Guillaume Schmitt |
| Konkurs tańca standardowego | Benedetto Ferruggia Claudia Koehler                      | Sergiej Konowalcew Olga Konowalcewa      | Grazia Benincasa Rosario Guerra           |
| Konkurs salsy               | Adriana Avila Molina Jefferson Andres Benjumea Merolanda | Michaela Gatekova Jakub Mazuch           | Antonio Berardi Jasmina Valentina Berardi |

## Klasyfikacja medalowa
| Nr | Państwo  | Złoto | Srebro | Brąz | Razem |
| 1  | Mołdawia | 1     | 0      | 0    | 1     |
| 1  | Niemcy   | 1     | 0      | 0    | 1     |
| 1  | Kolumbia | 1     | 0      | 0    | 1     |
| 4  | Rosja    | 0     | 2      | 0    | 2     |
| 5  | Czechy   | 0     | 1      | 0    | 1     |
| 6  | Włochy   | 0     | 0      | 2    | 2     |
| 7  | Francja  | 0     | 0      | 1    | 1     |